# Keke Rosberg

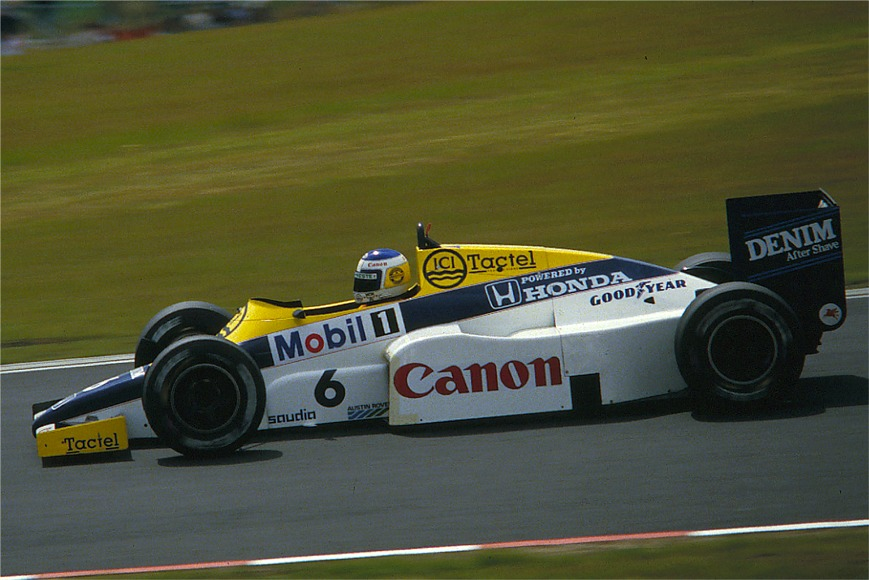
Keke Rosberg in de GP van Duitsland van 1985.

Keijo Erik ”Keke” Rosberg (Solna, 6 december 1948) is een Finse voormalige autocoureur, die is geboren in Zweden. Hij werd wereldkampioen Formule 1 in 1982.

## Loopbaan
Keijo Erik Rosberg begon zijn autosportloopbaan in de Formule Vee, waarna hij doorging naar de Formule 2. In 1980 tekende hij bij het Formule 1-team van Emerson Fittipaldi, waar hij ook in 1981 reed. Deze auto was echter bedroevend slecht en Rosberg verliet het team halverwege zijn tweede seizoen.
Voor 1982 stapte hij over naar het team van Williams, waar een lege plek was ontstaan door het vertrek van wereldkampioen Alan Jones. Toen teamgenoot Carlos Reutemann na twee races de sport verliet, was Rosberg opeens eerste rijder bij Williams. In een seizoen waarin de turbowagens domineerden en geen enkele coureur meer dan twee overwinningen behaalde, wist Rosberg met slechts één zege in zijn niet-turbowagen de wereldtitel te veroveren.
Na zijn wereldtitel zakte Rosberg snel weg in de ranglijsten. Hij ging met pensioen na het seizoen van 1986, maar bleef nog jaren actief in de Formule 1. Zo was hij de manager van Mika Häkkinen tijdens diens wereldkampioenschappen.
In 1992 keerde hij terug als actieve rijder in het Deutsche Tourenwagen Meisterschaft (DTM). Hij startte initieel voor Team AMG-Mercedes, in 1993 wisselde hij tijdens het seizoen naar het team van Opel. In 1994 begon hij een eigen team. Zijn laatste race als actieve rijder was op 15 oktober 1995 bij de seizoensfinale in Hockenheim in een Opel Calibra.
Keke Rosberg is de vader van Nico Rosberg, die in de voetsporen van zijn vader trad door in 2006 eveneens als Formule 1-coureur van start te gaan, en 30 jaar (2013) na zijn vader (1983) de Grand Prix Formule 1 van Monaco te winnen. 34 jaar na het wereldkampioenschap van zijn vader evenaarde Nico Rosberg deze prestatie en werd hij wereldkampioen in het seizoen 2016.

## Formule 1 resultaten
| Seizoen | Team                            | Chassis          | Races | Over- winningen | Pole Positions | Podiums | Punten | Rang |
| ------- | ------------------------------- | ---------------- | ----- | --------------- | -------------- | ------- | ------ | ---- |
| 1978    | Theodore Racing ATS Racing Team | Wolf WR4 ATS HS1 | 9     | 0               | 0              | 0       | 0      | -    |
| 1979    | Wolf Racing                     | WR9              | 7     | 0               | 0              | 0       | 0      | -    |
| 1980    | Fittipaldi Automotive           | F8               | 11    | 0               | 0              | 1       | 6      | 10   |
| 1981    | Fittipaldi Automotive           | F8C              | 9     | 0               | 0              | 0       | 0      | -    |
| 1982    | Williams                        | FW08             | 15    | 1               | 1              | 6       | 44     | 1    |
| 1983    | Williams                        | FW08C            | 15    | 1               | 1              | 2       | 27     | 5    |
| 1984    | Williams                        | FW09             | 16    | 1               | 0              | 2       | 20 1⁄2 | 8    |
| 1985    | Williams                        | FW10             | 16    | 2               | 2              | 5       | 40     | 3    |
| 1986    | McLaren                         | MP4/2C           | 16    | 0               | 1              | 1       | 22     | 6    |

### Overwinningen
| Nr. | Grand Prix                                             | Team     |
| --- | ------------------------------------------------------ | -------- |
| 1   | Grand Prix Formule 1 van Zwitserland 1982              | Williams |
| 2   | Grand Prix Formule 1 van Monaco 1983                   | Williams |
| 3   | Grand Prix Formule 1 van Dallas 1984                   | Williams |
| 4   | Grand Prix Formule 1 van de Verenigde Staten Oost 1985 | Williams |
| 5   | Grand Prix Formule 1 van Australië 1985                | Williams |

- 1950 G. Farina
- 1951 J. M. Fangio
- 1952 A. Ascari
- 1953 A. Ascari
- 1954 J. M. Fangio
- 1955 J. M. Fangio
- 1956 J. M. Fangio
- 1957 J. M. Fangio
- 1958 M. Hawthorn
- 1959 J. Brabham
- 1960 J. Brabham
- 1961 P. Hill
- 1962 G. Hill
- 1963 J. Clark
- 1964 J. Surtees
- 1965 J. Clark
- 1966 J. Brabham
- 1967 D. Hulme
- 1968 G. Hill
- 1969 J. Stewart
- 1970 J. Rindt
- 1971 J. Stewart
- 1972 E. Fittipaldi
- 1973 J. Stewart
- 1974 E. Fittipaldi
- 1975 N. Lauda
- 1976 J. Hunt
- 1977 N. Lauda
- 1978 M. Andretti
- 1979 J. Scheckter
- 1980 A. Jones
- 1981 N. Piquet
- 1982 K. Rosberg
- 1983 N. Piquet
- 1984 N. Lauda
- 1985 A. Prost
- 1986 A. Prost
- 1987 N. Piquet
- 1988 A. Senna
- 1989 A. Prost
- 1990 A. Senna
- 1991 A. Senna
- 1992 N. Mansell
- 1993 A. Prost
- 1994 M. Schumacher
- 1995 M. Schumacher
- 1996 D. Hill
- 1997 J. Villeneuve
- 1998 M. Häkkinen
- 1999 M. Häkkinen
- 2000 M. Schumacher
- 2001 M. Schumacher
- 2002 M. Schumacher
- 2003 M. Schumacher
- 2004 M. Schumacher
- 2005 F. Alonso
- 2006 F. Alonso
- 2007 K. Räikkönen
- 2008 L. Hamilton
- 2009 J. Button
- 2010 S. Vettel
- 2011 S. Vettel
- 2012 S. Vettel
- 2013 S. Vettel
- 2014 L. Hamilton
- 2015 L. Hamilton
- 2016 N. Rosberg
- 2017 L. Hamilton
- 2018 L. Hamilton
- 2019 L. Hamilton
- 2020 L. Hamilton
- 2021 M. Verstappen
- 2022 M. Verstappen
- 2023 M. Verstappen
- 2024 M. Verstappen